# Министерство образования Чили
Министерство образования Чили отвечает за содействие развитию образования на всех уровнях, для обеспечения доступа всех людей к базовому образованию, стимулирования научно-технических исследований и художественного творчества, а также защиту и укрепление культурного наследия народа Чили.

## История
Министерство образовалось в 1837 году в составе Министерства юстиции и религиозного обучения. В те годы министерство отвечало за контроль учебных заведений, таких как Национальный институт Чили и Универсидад де Чили. С 1887 оно было названо Министерством юстиции и народного просвещения.
Министерство образования было отделено от Министерства юстиции в 1927 году, и стало ответственным за начальное образование, среднее образование, профессионально-технического образование, библиотеки, архивы и музеи.
Во время правительство Эдуардо Фрей Монтальва следующие учреждения были созданы при Министерстве образования:
- Национальный совет по содействию школам и стипендии
- Центр совершенствования педагогических исследований и экспериментов